# Колективизация в Съветския съюз
Колективизацията в Съветския съюз се провежда в селското стопанство между 1928 и 1940 г. Процесът започва по време на първата петилетка и е част от нея. Политиката има за цел да интегрира индивидуалните земеделски стопанства в номинално колективни или направо в държавни стопанства: съответно колхози и совхози. Съветското ръководство се надява, че с това незабавно ще увеличи снабдяването с храни на градското население, доставките на суровини за преработвателната промишленост и подсигури износа на селскостопански продукти чрез наложени от държавата квоти. Плановиците разглеждат колективизацията като решение на кризата с доставка и разпределение на селскостопанските продукти (главно в доставките на зърно), която се развива след 1927 г. Този проблем става още по-остър, тъй като Съветският съюз продължава амбициозната си програма за индустриализация, а за изпълнението ѝ са необходими повече храни, за да се задоволи търсенето в градовете.
През октомври 1929 г. приблизително 7,5% от селските домакинства са включени в колективни стопанства, а до февруари 1930 г. са колективизирани 52,7%. По време на годините на колективизация на няколко пъти настъпват периоди на глад, както и на съпротива на селяните срещу колективизацията. Тя се изразява в протести и въоръжени бунтове сред селяните срещу съветския режим.

## Предистория
По време на военния комунизъм, въведен по време на Гражданската война правителството събира „продоволствен наряд“ от храни от селяните (т.нар. продразвёрстка (на руски: продовольственная развёрстка,), на практика реквизиция; същата практика е използвана още по време на Първата световна война). Това означава, че селяните са задължени да продават излишъците от селскостопанската си продукция на фиксирани цени. Когато Гражданската война приключва, правителството започва Нова икономическа политика (НЕП) при която нарядът е заменен с по-малко драстичния продналог или „данък върху храните“.
Лев Троцки и Опозиционният блок се застъпват за програма за индустриализация, която предполага земеделски кооперативи и формиране на колективни стопанства на доброволни начала. Според Фицпатрик научният консенсус е, че Сталин поддържа лявата опозиция по въпроси като индустриализацията и колективизацията. Други учени твърдят, че икономическата програма на Троцки се различава от насилствената политика на колективизация, прилагана от Сталин след 1928 г., поради нивата на жестокост, свързани с нейното прилагане.
Съществуващите преди това комуни, които периодично преразпределят земя, не насърчават подобряването на техниката и представляват източник на власт извън контрола на съветското правителство. Въпреки че по време на НЕП разликата в доходите между фермерите нараства, тя си остава доста малка, затова болшевиките се прицелват в кулаците – селяни с достатъчно земя и пари, които притежават няколко животни и могат да наемат работници. Кулаците биват обвинявани за укриване на излишъците от селскостопанска продукция. Ясното идентифициране на тази група обаче е трудно, тъй като само около 1% от селяните наемат работници (основното марксистко определение за капиталист), а 82% от населението на страната са селяни. Според Робърт Конкуест определението за „кулак“ варира и в зависимост от това кой го използва; в първия петгодишен план на Сталин „кулаци“ са наричани „селяни с няколко крави или пет или шест акра [~2 хектара] повече от съседите си“.
Малкото количество селкостопанска продукция води до недостиг на храни в градовете. Въпреки че производството на зърно почти се връща до нивата отпреди войната, големите имения, които са го доставяли за градските пазари, са вече раздробени. Селяните предпочитат да консумират продукцията си, вместо да я продават, тъй като липсва голям избор от промишлени стоки, които да купят. В резултат на това градските жители получават само половината от зърното, налично преди войната. Преди Октомврийската революция селяните контролират само 2 100 000 км² обработваема земя, разделена на 16 милиона стопанства, и произвеждат 50% от храните в Русия, като консумират 60% от тях. След революцията селяните контролират 3 140 000 км², разделена на 25 милиона стопанства, и произвеждат 85% от храните, но консумират 80% от отгледаното (което означава, че изяждат 68% от общото количество).

## Зърнена криза от 1928 г.
През 1927 година държавните зърнодоставки силно намаляват и настъпва зърнена криза. Това влошава икономическата ситуация и заплашва изпълнението на плана за индустриализацията. За да активизира доставките на зърно, правителството прибягва до извънредни мерки, напомнящи мерките на военния комунизъм: забранява свободната търговия със зърно и налага фиксирани изкупни цени. Специални „оперупълномощени“ и работнически отряди изземат не само излишъците, но и необходимото жито за изхранване на семейството. През 1928 г. не достигат 2 милиона тона зърно, и Съветският съюз е принуден да закупува от съседните пазари. Сталин твърди, че зърното е било произведено, но е складирано и укривано от кулаците. Селяните като цяло негодуват срещу конфискациите на зърно и протестират срещу несправедливите конфискации. Вместо да повиши изкупната цена на зърното, Политбюро приема спешна мярка за реквизиране на 2,5 милиона тона зърно.
Конфискациите на зърно обезкуражават селяните и през 1928 г. те произвеждат по-малко зърно, а правителството отново прибягва до реквизиции. Голяма част от зърното е реквизирано от средните селяни, тъй като в ръцете на кулаците няма.достатъчни количества. По-бедните селяни са принудени да мигрират към градовете.в търсене на работа в бързо разрастващата се индустрия. Това обаче оказва доста негативно влияние, тъй като селяните запазват навиците си от фермите. Те не спазват работното време, имат лоша работна етика, и не се представят добре на работното място. През 1929 г., особено след въвеждането на т.нар. „Уралско-сибирски метод“ за снабдяване със зърно, съпротивата срещу изземването на зърно става по-масова, като се наблюдават и насилствени инциденти на съпротива. По селата масово се трупат запаси (заравянето в земята е често срещан метод) и се извършват незаконни трансфери на зърно.
Изправен пред отказа за предаване на зърно, на свое пленарно заседание през ноември 1929 г. Централният комитет на КПСС взема решение за започване на национална програма за ускорена колективизация чрез образуване на колхози и совхози. Това бележи края на политиката на НЕП, която дотогава позволява на селяните да продават излишъците си на свободния пазар. Селяните, които са склонни да се присъединят колхозите, са възнаграждавани с по-качествена земя и данъчни облекчения, докато онези, които не са склонни да постъпят в колхозите, са наказвани с предоставяне на парцели с по-нискокачествена земя и увеличени данъци. Данъците, наложени на селяните, са предназначени предимно за финансиране на индустриализацията, определена от Сталин като приоритет. Ако тези по-леки форми на социална принуда са неефективни, тогава централното правителство прибягва и до по-сурови форми на държавна принуда, като изселване и депортация в отдалечени места и селскостопански трудови лагери. В отговор на това много селяни оказват съпротива, често въоръжена, срещу активистите, изпратени от градовете да извършат колективизацията. В знак на протест много селяни предпочитат да колят животните си, вместо да ги дават в колхоза, което води до значително намаляване на поголовието на добитъка.
Колективизацията се насърчава още след революцията, но през 1928 г. само около 1% от земеделската земя е в колективни стопанства. Въпреки усилията за насърчаване и принудата към колективизация, доста оптимистичният първи петгодишен план прогнозира само 15% от фермите да се управляват колективно.

## Масова колективизация
Ситуацията се променя бързо през есента на 1929 г. и зимата на 1930 г. Между септември и декември 1929 г. колективизацията нараства от 7,4% на 15%, а през 1933 г. достига 64,4%
Колективизацията има за цел да модернизира съветското земеделие, като консолидира земята в големи парцели, които да се обработват с модерна техника и се използват най-новите научни методи. Често се твърди, че американският трактор Fordson (наричан „Фордзон“ на руски) е най-добрата пропаганда в полза на колективизацията. За техническото обслужване на кооперативите се основават машинно-тракторни станции (МТС).

### „Замаяни от успеха“
Усърдието за колективизация е толкова голямо, че броят на Правда от 2 март 1930 г. публикува статията на Сталин „Замаяни от успеха“ ( на руски: Головокружение от успехов), в която той заклеймява използването на насилствени методи, укорява прекалено усърдните ръководители и призовава за временно спиране на процеса, тъй като „планът е преизпълнен“.
След публикуването на статията, натискът за колективизация временно отслабва и селяните започват да напускат колективните стопанства. Към 1930 г. само 23,6% от селяните са част от колективните стопанства, но скоро натискът върху тях отново се засилва. По-специално, постановленията „О совхозном строителстве“ и „О колхозном строителстве“ от март 1931 г. забраняват на селяните да напускат колективните стопанства. Още по-сурови мерки са наложени през декември 1932 г., когато властите въвеждат паспорти и жителство. Селяните не получават паспорти и така не могат да заминат за града в търсене на работа и препитание. Към 1936 г. около 90% от съветското селско стопанство е колективизирано.

## Съпротива на селяните
Усилията на Сталин за колективизация на селското стопанство изиграват значителна роля в общите данни за смъртност, приписвани на неговия режим. За това най-вече свидетелства украинският глад от 1932 – 33 г, в който са регистрирани 3 до 5 милиона смъртни случая Някои селяни гледат на колективизацията като на края на света. Постъпването в колективното стопанство (колхоз) не е доброволно. Стремежът към колективизация, разбираемо, не получава голяма подкрепа от опитните фермери. Напротив, в пика на протестите през 1930 г. в протестите участват 2,5 милиона души

### Религиозно преследване
Колективизацията не само включва изземване на земя от фермерите, но и затваряне на църкви, изгаряне на икони и арести на свещеници. Свързвайки църквата с царския режим съветската държава продължава да подкопава нейното влияние чрез експроприации и репресии. Държавната финансова подкрепа за църквата е прекратена, а църковните училища са трансформирани. Атаката срещу църквата е опустошителна и селяните започват да свързват комунистическата идеология с атеизъм. Комунистическата атака срещу религията и църквата разгневява много селяни, давайки им още една причина за бунт. Бунтове избухват след затварянето на църквите още през 1929 г.

## Последици
Поради високите държавни производствени квоти, селяните като правило получават по-малко за труда си, отколкото преди колективизацията, а някои направо отказват да работят. В много случаи непосредственият ефект от колективизацията е намаляване на производството и намаляване наполовина на броя на добитъка. Броят на кравите в СССР спада от 33,2 милиона през 1928 г. на 27,8 милиона през 1941 г. и на 24,6 милиона през 1950 г. Броят на свинете е спаднал от 27,7 милиона през 1928 г. на 27,5 милиона през 1941 г., а след това на 22,2 милиона през 1950 г. Броят на овцете е спаднал от 114,6 милиона през 1928 г. на 91,6 милиона през 1941 г. и на 93,6 милиона през 1950 г. Броят на конете е спаднал от 36,1 милиона през 1928 г. на 21,0 милиона през 1941 г. и на 12,7 милиона през 1950 г. Едва към края на 50-те години на XX век поголовието на селскостопанските животни в Съветския съюз започва да се доближава до нивата от 1928 г. Клането на добитък от селяните е значително, например в Централния черноземен район 25% от говедата, 55% от овцете, 53% от свинете и 40% от пилетата са заклани през първите три месеца на 1930 г.
Въпреки първоначалните планове, колективизацията, съчетана с лоша реколта от 1932 – 1933 г., не оправдава очакванията. Между 1929 и 1932 г. се наблюдава огромен спад в селскостопанското производство, което води до глад в селските райони. Сталин и КПСС обвиняват кулаците, които организирали съпротива срещу колективизацията. Твърди се, че много кулаци укриват зърно, за да спекулират с него при по-високи цени Сталин решава да ги елиминира като класа и извършва разкулачване чрез лишаване от собственост, депортиране и екзекуция. През януари 1930 г. е прието Постановление на ЦК на ВКП(б) „За мерките по ликвидация на кулашките стопанства в районите на пълна колективизация“, през следващия месец – конкретни инструкции за осъществяването на разкулачването. Член 107 от Наказателния кодекс е законовата норма, чрез което държавата придобива зърното.
Съветското правителство реагира на укриванията, като прекратява хранителните дажби за селяните и районите, с опозиция срещу колективизацията, особено в Украйна. Селяните, които не са изпълнили зърнената квота, са глобявани в петкратен размер на квотата.[източник? (Поискан преди 6 дни)] Ако селянинът продължи да се противи, имуществото и оборудването му биват конфискувани от държавата. Ако и това не е ефективно, непокорният селянин бива депортиран или заточен. Практиката е легализирана през 1929 г. с член 61 от Наказателния кодекс. Много селски семейства са насилствено преселени в Сибир и Казахстан в изгнанически селища, а някои от тях умират по пътя. Според оценките около един милион така наречени кулашки семейства, или може би около 5 милиона души, са изпратени в трудови лагери.
На 7 август 1932 г. т.нар. Закон за класовете провъзгласява, че наказанието за кражба на колхозно или кооперативно имущество е смъртна присъда, която „при смекчаващи вината обстоятелства“ може да бъде заменена с най-малко десет години лишаване от свобода. С него селяните (включително децата), които събират на ръка останалото зърно след жътвата в колективните ниви, биват арестувани за саботаж на държавното производство на зърно.
По време на Големия глад от 1932 – 33 г. се смята, че между 5,7 и 8,7 милиона души са умрели от глад. Общият брой на жертвите (както преки, така и косвени) от програмата за колективизация на Сталин е от порядъка на 12 милиона души. Разказва се, че на Ялтенската конференция през 1945 г., когато Уинстън Чърчил попитал Йосиф Сталин колко души са загинали от глад, съветският лидер отговорил със свиване на рамене – жест, който, поради вдигнатите ръце на Сталин с 10 пръста, е цитиран от историците като директно признание, че десет милиона души са загинали в резултат на колективизацията.

### Сибир
От втората половина на XIX век Сибир става основен селскостопански регион в Русия, особено южните му територии (днес Алтайски край, Омска област, Новосибирска област, Кемеровска област, Хакасия, Бурятия, Иркутска област). Столипинската аграрна реформа предоставя много земя на преселници от други части на империята, създавайки голям брой заможни селяни и стимулирайки бързото развитие на селското стопанство през първите 10 години на XX век. Местните търговци изнасят големи количества качествено зърно, брашно и масло в Централна Русия и Западна Европа. През май 1931 г. със специална резолюция на Западно-сибирския регионален изпълнителен комитет (класифицирана като „строго секретна“) се нарежда експроприацията на имуществото и депортирането на 40 000 кулаци в „слабо населени и безлюдни“ райони в Томска област в северната част на Западно-сибирския регион. Експроприираната собственост трябва да бъде прехвърлена на колхозите като неделима колективна собственост, а колхозните дялове, представляващи този принудителен принос на депортираните към собствения капитал на колхозите, трябва да се внесат в „колективизационен фонд на бедните и безимотните селяни“ (на руски: фонд коллективизации бедноты и батрачества). Въстания срещу колективизацията в Сибир избухват в провинции като Бурятия, където въстанието е потушено от Червената армия през 1929 г., а в началото на 30-те години има и въстания на ненците и хантите в Северен Сибир.

### Централна Азия и Казахстан
През 1928 г. в Съветски Казахстан властите започват кампания за конфискация на добитък от по-богатите казахи (баи), известна като Малкия октомври. Кампанията по конфискация е била проведена от казахи срещу други казахи. Тази акция има за цел да направи казахстанците активни участници в трансформацията на казахстанското общество. Повече от 10 000 баи може да са били депортирани в тази кампания. В районите, където основната селскостопанска дейност е номадското скотовъдство, колективизацията среща масивна съпротива. Броят на животните в Казахстан спада от 7 милиона говеда на 1,6 милиона и от 22 милиона овце на 1,7 милиона. Ограниченията върху миграцията са неефективни и половин милион души емигрират към други региони на Централна Азия, а 1,5 милиона – към Китай. От останалите, един милион души умират в последвалия глад. В Монголия, опитът за колективизация е прекратен през 1932 г. след загубата на 8 милиона глави добитък.

### Украйна
Повечето историци са съгласни, че разрухата, причинена от колективизацията, и съпротивата на селяните са допринесли значително за Големия глад от 1932 – 1933 г., особено в Украйна, регион, известен с богатия си чернозем. Този период се нарича „Гладомор“. По време на подобни гладувания от 1921 – 1923 г. са проведени множество кампании – както в страната, така и в международен план – за набиране на пари и храна в подкрепа на населението на засегнатите региони. Нищо подобно обаче не е направено по време на сушата от 1932 – 1933 г., главно защото информацията за бедствието е потулена по заповед на Сталин. Сталин също така предприема чистка сред украинските комунисти и интелигенция, с опустошителни дългосрочни последици за района. Много украински села попадат в черния списък и са санкционирани с правителствен указ за предполагаем саботаж на хранителните доставки. Освен това, миграцията на населението от засегнатите райони е ограничена. Според Сталин в разговора му с писателя, носител на награди Михаил Шолохов, гладът е причинен от ексцесиите на местните партийни работници и саботажа.
Около 40 милиона души са засегнати от недостига на храна, включително райони близо до Москва, където смъртността нараства с 50%. Центърът на глада обаче е в Украйна и околните региони, включително Дон, Кубан, Северен Кавказ и Казахстан, където броят на загиналите достига един милион. Селските райони са засегнати повече от градовете, като 120 000 души загиват в Харков, 40 000 в Краснодар и 20 000 в Ставропол.

## Напредък на колективизацията, 1927 – 1940 г.
| Година  | Брой колективни стопанства | Процент на обхванатите земеделци | Процент засети площи в колективна употреба |
| ------- | -------------------------- | -------------------------------- | ------------------------------------------ |
| 1927 г. | 14 800                     | 0,8                              | –                                          |
| 1928 г. | 33 300                     | 1,7                              | 2,3                                        |
| 1929 г. | 57 000                     | 3,9                              | 4,9                                        |
| 1930 г. | 85 900                     | 23,6                             | 33,6                                       |
| 1931 г. | 211 100                    | 52,7                             | 67,8                                       |
| 1932 г. | 211 100                    | 61,5                             | 77,7                                       |
| 1933 г. | 224 500                    | 65,6                             | 83,1                                       |
| 1934 г. | 233 300                    | 71,4                             | 87,4                                       |
| 1935 г. | 249 400                    | 83,2                             | 94,1                                       |
| 1936 г. | –                          | 90,5                             | 98,2                                       |
| 1937 г. | 243 700                    | 93,0                             | 99,1                                       |
| 1938 г. | 242 400                    | 93,5                             | 99,8                                       |
| 1939 г. | 235 300                    | 95,6                             | –                                          |
| 1940 г. | 236 900                    | 96,9                             | 99,8                                       |

Източници: Социалистическое сельское хозяйство СССР, Госпланиздат, Москва-Ленинград, 1939 (стр. 42, 43); допълнителни числа за 1927 – 1935 г. от Сельское хозяйство СССР 1935 г., Наркомзем СССР, Москва, 1936 г. (стр. 630, 634, 1347, 1369); 1937 от Голямата съветска енциклопедия, том. 22, Москва, 1953 (стр. 81); 1939 от Народное хозяйство СССР 1917–1987, Москва, 1987 (стр. 35); 1940 от Народное хозяйство СССР 1922–1972, Москва, 1972 (стр. 215, 240).
Разпределение на засетите площи по земеползватели, 1928 и 1940 г.
| Ползватели на земя                                   | 1928 г. | 1940 г. |
| ---------------------------------------------------- | ------- | ------- |
| Всички ферми, хил. хектара                           | 113 000 | 150 600 |
| Държавни стопанства (совхози)                        | 1,5%    | 8,8%    |
| Колективни стопанства (колхози)                      | 1,2%    | 78,2%   |
| Домашни парцели (в колективни и държавни стопанства) | 1,1%    | 3,5%    |
| Селски стопанства и други потребители                | 96,2%   | 9,5%    |

Източник: Народное хозяйство СССР 1922–1972 г., Москва, 1972 г. (стр. 240).

## В културата
Филмът на Александър Довженко „Земя“ дава пример за скептичното отношение на селяните към колективизацията, основавайки се на мнението, че тя е атака срещу църквата. Авторът на термина „геноцид“, Рафал Лемкин, смята репресиите срещу Православната църква за проява на геноцид срещу украинците, по-конкретно когато се разглеждат във връзка с Гладомор.